# Astragalus falconeri
Astragalus falconeri är en ärtväxtart som beskrevs av Aleksandr Andrejevitj Bunge. Astragalus falconeri ingår i släktet vedlar, och familjen ärtväxter. Inga underarter finns listade i Catalogue of Life.